# Biserka Višnjić
Biserka Višnjić (Traù, 10 ottobre 1953) è un ex pallamanista jugoslava.

## Carriera
Višnjić prese parte a due edizione dei Giochi olimpici: a Mosca 1980 vinse l'argento dietro solo all'Unione Sovietica laureandosi migliore marcatrice del torneo, mentre a Los Angeles 1984 vinse l'oro scendendo in campo in tutte e cinque le partite segnando in totale 15 reti.
Precedentemente, nel 1973, si laureò campionessa mondiale nell'edizione casalinga dei campionati battendo in finale la Romania, ai campionati vanta anche un bronzo a Ungheria 1982.
A livello di club, in patria ha giocato per Tresnjevka Zagabria, con cui ha vinto una IHF Cup nel 1981-1982, l'Ekonomist Trogir di Traù e l'INA di Sisak, mentre all'estero ha militato nell'Omron di Kumamoto in Giappone e la Tiger Palermo in Italia.

## Palmarès

### Club

#### Competizioni internazionali
- IHF Cup (femminile): 1

Tresnjevka Zagabria: 1981-1982

### Nazionale
- Giochi olimpici

Mosca 1980: argento.
Los Angeles 1984: oro.
- Campionato mondiale

Jugoslavia 1973: oro.
Ungheria 1982: bronzo.
- Giochi del Mediterraneo

Spalato 1979: oro.